# Bitwa nad rzeką Jarmuk
Bitwa nad rzeką Jarmuk – starcie zbrojne, które miało miejsce 20 sierpnia 636 r. w trakcie wojen bizantyjsko-arabskich.
W roku 634 wódz arabski zwany Mieczem Boga - Chalid Ibn al-Walid na czele 800 ludzi wyruszył z Al-Hiry i pokonując pustynię wkroczył do Suwy, zajmując pozycje na tyłach armii bizantyjskiej. Dnia 30 lipca 634 pokonał siły przeciwnika w okolicy Adżnadajn. Rok później 635 wzmocniona posiłkami armia arabska zajęła po sześciomiesięcznym oblężeniu Damaszku. Pod koniec roku 635 armia Chalida w sile 25 000 ludzi skierowała się na południe w kierunku doliny rzeki Jarmuk, gdzie spotkała się z 50 000 armią bizantyjską księcia Teodora. Przez kilka miesięcy obie strony toczyły ze sobą nieustanne potyczki. Sytuacja zmieniła się, gdy dotarła druga armia bizantyjska prowadzona przez księcia Armenii Wahana. W jej składzie znalazło się 12 tysięcy Arabów z plemienia Banu Ghassan. 
Bitwa rozpoczęła się 15 sierpnia 636 roku, ale dopiero 20 sierpnia doszło do decydującego starcia. Tego dnia rozpętała się burza piaskowa. Chalid zdecydował się skierować zmasowany atak kawalerii przeciwko jeździe bizantyjskiej, by po wyeliminowaniu jej z pola bitwy móc oflankować piechotę, stanowiącą trzon wrogiej armii. Atak Arabów zakończył się pogromem sił bizantyjskich oraz wspierających ich Ormian. W trakcie bitwy korpus arabski przeszedł na stronę wroga. Bizantyjczycy rzucili się do ucieczki, tracąc podczas odwrotu wielu ludzi, ponieważ Chalid wysłał część swojej armii, by zajęła most na Wadi al-Ruqqad, jedyną drogę ucieczki dla żołnierzy Herakliusza. John Bagot Glubb pisze:

Następnego dnia cała armia, którą Herakliusz olbrzymim wysiłkiem gromadził przez cały rok, po prostu przestała istnieć. Nie było żadnego odwrotu, żadnych walk tylnej straży ani śladu ocalałych. Po prostu nie pozostało nic

Inne źródła wskazują jednak, że wielu żołnierzom udało się ujść z masakry. Wśród nich wymieniani są dowódcy armii bizantyjskiej - Niketas, syn generała Szarbaraza oraz Jabalah ibn al-Aiham, dowódca chrześcijańskich Arabów w bitwie. Śmierć poniósł natomiast książę Teodor Trityrios i książę Wahan.